# Dobór genetyczny
Dobór genetyczny albo selekcja genetyczna (ang. genetic selection) – termin oznaczający sztuczną selekcję osobników o pożądanym genotypie, np. selekcja zygot lub zarodków bez wad genetycznych u ludzi, zwierząt i roślin.
Przykładem może być selekcja zarodków utworzonych z gamet rodziców - nosicieli zmutowanego genu, powodującego ciężką chorobę genetyczną. Wykrycie ww. mutacji w jednej z komórek zarodka pozwala na wyselekcjonowanie zarodków przed wszczepieniem ich do macicy matki i urodzenie zdrowego dziecka.

## Kraje zezwalające na selekcję ludzkich zarodków
- Wielka Brytania
- Hiszpania[1].